# Amphiesma sanguineum
Amphiesma sanguineum este o specie de șerpi din genul Amphiesma, familia Colubridae, descrisă de Smedley 1931. A fost clasificată de IUCN ca specie cu risc scăzut. Conform Catalogue of Life specia Amphiesma sanguineum nu are subspecii cunoscute.